# Atlanta Hawks 2015-2016
La stagione 2015-16 degli Atlanta Hawks fu la 67ª nella NBA per la franchigia.
Gli Atlanta Hawks arrivarono secondi nella Southeast Division della Eastern Conference con un record di 48-34. Nei play-off vinsero il primo turno con i Boston Celtics (4-2), perdendo poi la semifinale di conference con i Cleveland Cavaliers (4-0).

## Roster
| N° | Naz.                       | Ruolo | Sportivo        | Anno | Alt. | Peso \|\| |
| -- | -------------------------- | ----- | --------------- | ---- | ---- | --------- |
| 0  | Stati Uniti (bandiera)     | G     | Jeff Teague     | 1988 | 188  | 82        |
| 4  | Stati Uniti (bandiera)     | A     | Paul Millsap    | 1985 | 203  | 111       |
| 7  | Stati Uniti (bandiera)     | G     | Justin Holiday  | 1989 | 198  | 84        |
| 8  | Stati Uniti (bandiera)     | G     | Shelvin Mack    | 1989 | 191  | 98        |
| 10 | Stati Uniti (bandiera)     | G     | Tim Hardaway    | 1992 | 198  | 93        |
| 11 | Brasile (bandiera)         | C     | Tiago Splitter  | 1985 | 211  | 111       |
| 12 | Stati Uniti (bandiera)     | G     | Kirk Hinrich    | 1981 | 193  | 86        |
| 13 | Stati Uniti (bandiera)     | G     | Lamar Patterson | 1991 | 196  | 102       |
| 15 | Rep. Dominicana (bandiera) | C     | Al Horford      | 1986 | 208  | 111       |
| 17 | Germania (bandiera)        | G     | Dennis Schröder | 1993 | 185  | 76        |
| 22 | Capo Verde (bandiera)      | C     | Walter Tavares  | 1992 | 221  | 118       |
| 24 | Stati Uniti (bandiera)     | G     | Kent Bazemore   | 1989 | 196  | 91        |
| 25 | Svizzera (bandiera)        | GA    | Thabo Sefolosha | 1984 | 201  | 98        |
| 26 | Stati Uniti (bandiera)     | GA    | Kyle Korver     | 1981 | 201  | 96        |
| 31 | Stati Uniti (bandiera)     | C     | Mike Muscala    | 1991 | 211  | 108       |
| 32 | Stati Uniti (bandiera)     | A     | Mike Scott      | 1988 | 203  | 108       |
| 43 | Stati Uniti (bandiera)     | A     | Kris Humphries  | 1985 | 206  | 107       |

### Staff tecnico
- Allenatore: Mike Budenholzer
- Vice-allenatori: Kenny Atkinson, Darvin Ham, Taylor Jenkins, Charles Lee, Neven Spahija, Ben Sullivan
- Preparatore atletico: Art Horne
- Preparatore fisico: Keke Lyles